# Джеррі Феррара
Джеррі Феррара (англ. Jerry Ferrara, 25 листопада 1979, Нью-Йорк) — американський актор італійського походження.

## Біографія
Народився 25 листопада 1979 року в знаменитому районі Нью-Йорка — Брукліні. У коледжі почав займатися в театральному гуртку і вирішив стати актором. На кастингах Феррара познайомився з рекламним агентом, який порадив йому їхати підкоряти Голлівуд. Щоб вижити в Лос-Анджелесі, Джеррі Феррара працював у фаст-фуді. Одного разу його помітили і запросили на роль у фільмі Ларрі Голіна «Риси Бронкса». Не зважаючи на те, що картина провалилася в прокаті, Феррару помітили продюсери серіалу «Красені». У цьому серіалі Джеррі Феррара зіграв веселого товстуна по кличці «Черепаха», який любить покурити травичку, добре поїсти і пожартувати.

## Фільмографія
- 2002 — Стрибок віри (серіал)
- 2002 — Король Квінса (серіал)
- 2004—2011 — Красені (серіал)
- 2004 — Чорта Бронкса 2
- 2007 — Де Господь залишив свої черевики
- 2007 — Закони Брукліна
- 2007 — Садовник Едему
- 2011 — Сім днів в утопії
- 2012 — Думай, як чоловік
- 2012 — Морський бій
- 2012 — Емпайр Стейт
- 2013 — Останнє похмілля у Вегасі
- 2013 — Вцілілий
- 2014 — Рейс 7500
- 2014 — Думай, як чоловік 2
- 2015 — Красені
- 2015 — Антураж
- 2021 — Побачення в Нью-Йорку